# Ана Урушадзе
Ана Урушадзе (*11 вересня 1990, Тбілісі) — грузинський сценарист і кінорежисер драматичного профілю. 

## Біографія
Народилася в родині грузинського кінорежисера Зази Урушадзе.
Закінчила Тбіліський театральний університет (2013). Починає кар'єру як автор короткометражних фільмів: «Ідеї» (2010), «Мене кохав один мужчина» (2012). 
Перший повнометражний фільм — «Страшна мати» (Sashishi Deda; 2107), який здобув приз на Сараєвському кінофестивалі і Приз „Золотий леопард“ на МКФ в Локарно як найкраща дебютна робота.
Учасниця багатьох міжнародних кінофестивалів, зокрема 70-го МКФ у Локарно і Сараєвського кінофестивалю.